# Подавляющее меньшинство
Подавляющее меньшинство (с франц. La minorité réprimant) — серия экспериментов в социальной психологии, проведённых известным французским психологом Сержом Московичи в 1969 г., основывающихся на серии исследований Аша, но преследующих противоположные результаты. Целью экспериментов являлось выявление  концепции социального влияния активного меньшинства.

## Введение
Меньшинство в этих исследованиях определялось как относительно небольшая (меньше половины) часть группы или отдельный индивид, разделяющие иные, чем представители большинства, нормы и ценности, и не обладающие авторитетом, властью, престижем, которые позволили бы им распространить свои взгляды. В лабораторном эксперименте, являющемся главным методом изучения влияния меньшинства, роль последнего, как правило, исполняют один-два сообщника экспериментатора, якобы спонтанно демонстрирующие специфический, контрастирующий с изначальной позицией «наивного большинства» стиль поведения.

## Описание эксперимента

### Первый этап
В первом этапе составлялись две группы из шести человек, принимающих участие в эксперименте. Первая группа - контрольная, во вторую входило четверо «нормальных» людей и два ассистента экспериментатора, которые должны были подвергнуть группу влиянию меньшинства. В начале все обследуемые проходили стандартный тест на цветоразличение, в ходе которого все участники могли убедиться в том, что члены группы хорошо различают цвета. Экспериментатор объявлял, что он предъявит серию диапозитивов и что задачей каждого испытуемого будет вслух громко озвучить цвет, который они видят (причём лишь простой, а не составной), и определить его интенсивность по шестибалльной шкале. Далее следовала серия из 36 предъявленных диапозитивов голубого цвета. В экспериментальной  группе два ассистента должны были называть увиденный ими цвет «зелёным» и убеждать остальных в своей правоте, настаивая на своей точке зрения, в то время как остальные четверо испытуемых видели голубой.

### Второй этап
Во втором этапе, после того, как демонстрация диапозитивов закончилась, участников попросили принять участие ещё в одном эксперименте, якобы никак не связанным с первым. Им показали 16 дисков из «зелёно-голубой» зоны теста цветовосприятия Фарнсворта, включающего диски 100 цветовых тонов. Среди этих дисков были 3 бесспорно голубых и 3 – столь же бесспорно зелёных, однако цвет остальных был не столь очевиден, т.е. это были диски с зеленовато-голубым оттенком. Шестнадцать дисков были предъявлены 10 раз в разном порядке, после чего испытуемые конфиденциально сообщали свой ответ.

## Результаты
Меньшинству удалось повлиять на мнения группы. Участникам ничто не мешало проигнорировать эти «странные» ответы, поскольку большинство назвали увиденный цвет «голубым»,  к тому же, группу никто не обязывал прийти к согласию. Тем не менее, позиция этого непонятного меньшинства, столь радикально отличающаяся от взглядов остальных, не была бесследной. Контрастирующие ответы ассистентов заставили испытуемых усомниться в собственном высказывании, поскольку результаты предварительного тестирования не позволяли предположить, что у двух «респондентов» имеются дефекты цветового зрения, а их настойчивость исключает гипотезу о случайной ошибке. Целью подобной дезинформации было вызвать у респондентов ощущение дискомфорта и неуверенности как в собственных, так и в коллективных утверждениях. По итогам, более трети «нормальных» испытуемых минимум четыре раза назвали проецируемый цвет зеленым (8,42% всех ответов большинства составили ответы «зеленый», тогда как в контрольной ситуации было лишь 0,25% ошибок).
Итогом второго теста стало следующее: даже те респонденты, кто ни разу явно не поддался на «провокацию» меньшинства, с излишней поспешностью (по сравнению с результатами выполнения того же задания людьми, не испытавшими воздействия меньшинства), определяли проецируемый цвет как зеленый.

## Факторы, определяющие успех диссидентов в обществе
После серии экспериментов С.Московичи пришел к выводу, что меньшинство способно повлиять на позицию членов группового большинства, причём это влияние имеет как явную, так и латентную формы. Однако, маловероятно, что диссиденты в короткие сроки смогут одержать однозначную победу, поскольку процесс роста влияния меньшинства, как показывают тесты, является затяжным. Были выявлены факторы, определяющие успех диссидентов в обществе:
- Уверенность и постоянство высказываний. Упорное отстаивание собственной точки зрения и уверенность, проявляемая активным меньшинством, способно стимулировать большинство на размышление о своей правоте, а в некоторых случаях, демонстрируя свою силу и твёрдость, меньшинство способно вынудить большинство к пересмотру его позиции. Важно подчеркнуть, что подобное относится к ситуациям, где речь идёт о факте, но не о мнении. Это свидетельствует о том, что меньшинство имеет больше шансов на победу, если его мнение по всем вопросам совпадает с мнением большинства, но расходится только в каком-то одном пункте (например, когда «инакомыслящие» полностью согласны с коллективом по вопросам теста цветовосприятия, но упорно стоят на своем при обсуждении одного-единственного цвета картинки).

- Поддержка. Целенаправленное меньшинство способно влиять на единство группы большинства. В случае когда меньшинство систематически показывает своё несогласие с точкой зрения доминирующей группы, диссиденты из числа тех, кто составляет большинство, начинают свободнее выражать и развивать свои собственные сомнения, вследствие чего увеличивается вероятность их присоединения к меньшинству. Крайне важно склонить на свою сторону хотя бы одного представителя большинства. В ряде экспериментов было выявлено, что как только появляются «перебежчики», за ними сразу тянутся все остальные, вызывая эффект снежной лавины.[4]

- Время.  Серии экспериментов С.Московичи проходили в 1969 году. В это время закончились студенческие волнения во Франции, Германии и некоторых других странах. Начинался очередной всплеск борьбы за права женщин, экологию и других похожих движений, которые поначалу казались бесперспективными. Это было подходящим временем для анализа эффекта влияния активного меньшинства, поскольку в обществе наблюдалось политическое и социальное недовольство. Из этого следует, что для результативного воздействия меньшинства нужны подходящие общественные условия.[5]

## Альтернативное мнение
М.Дойч и Г.Джерард, известные специалисты в области социальной психологии, сравнивая психологические механизмы влияния меньшинства и большинства, обозначили их как два различных вида влияния: нормативное (мнение большинства воспринимается индивидом как групповая норма) и информационное (мнение меньшинства выступает лишь информацией для индивида, принимающего решения). Механизм влияния в двух этих случаях различен: большинство в полном смысле «давит» нормой, подчиняя себе мнение индивида. Он при этом изменяет свое поведение, демонстрируя согласие, оставаясь членом группы при своем мнении (внешний конформизм). Меньшинство лишь предлагает индивиду новую информацию и только при условии доверия индивида этой информации, появляется вероятность, что он изменит свое мнение и примет новые точки зрения (внутренний конформизм).
Нормативное влияние проявляется в том, что человек предпочитает «идти в ногу с толпой», чтобы не быть отвергнутым ею. В лабораторных условиях  и в реальной жизни, группы чаще всего отвергают тех, кто идёт против мнения большинства. Нередко из-за этого так называемым «отступникам» приходится поддерживать то, во что они не верят, или скрывать свое несогласие. Источником нормативного влияния является забота о социальном имидже, в то время как информационное влияние выражается лишь в желание индивида иметь знания, отражающие реальность.
Природа влияния меньшинства до сих пор остается предметом дискуссий. Концепция социального влияния активного меньшинства вызывает множество вопросов из-за своей неоднозначности и противоречивости с идеями конформизма. Некоторые исследователи считают, что данные, на основании которых делается вывод о некотором изменении перцептивных категорий, при наличии последовательного меньшинства (стимуляция неоднозначными мотивами  – дисками с голубовато-зелёными оттенками), не заслуживают внимания. Результаты, полученные в ходе различительного теста, не имеют подтверждений, на основании которых можно с уверенностью сказать, что на самом деле «видят» испытуемые, когда дают свои вербальные или письменные ответы. Неизвестно, оказывали меньшинства приватное влияние на испытуемых, когда давали противоположные общему мнению ответы или нет. Для доказательства существования прямого перцептивного влияния меньшинства были проведены исследования феномена, известного под названием «комплементарный последовательный образ», однако они также не дают оснований для однозначных выводов.